# 日高哲英
日高 哲英（ひだか てつひで）は日本の作曲家。
北海道出身。東京音楽大学作曲科、同大学院修士課程修了。作曲を西村朗、指揮を三石精一、尺八を横山勝也に師事。作曲家池辺晋一郎のアシスタントとして、多くの演劇、映画作品に参加する。

## 音楽を手がけた舞台
2009年
アメリカの日々（joko卒業公演）、翔べイカロスの翼（劇団東演）、或る「小倉日記」伝（前進座）、河の向こうで人が呼ぶ（劇団昴）、柳橋物語（座☆吉祥天女）
2008年
合邦が辻（前進座卒業公演）、はじまりの樹の神話（劇団はぐるま）、青の曲（劇団仲間、フリンジ）、五瓣の椿（座☆吉祥天女）、光をください（care wave）
2007年
私はカトリーヌドヌーブ（ギィ・フォワシー・シアター）、好色一代男（前進座卒業公演）、飛ぶ教室（劇団仲間）、龍の子太郎（前進座）、こそあどの森の物語（劇団はぐるま）、うつろわぬ愛（劇団昴）
2006年
不思議の国のアリス（駒ヶ根共同公演）、不思議の国のアリス（劇団はぐるま）、長州異聞（無名塾）、夏の夜の夢（劇団昴）
2005年
アルジャーノンに花束を（劇団昴）、いただきまぁす（昴サードステージ）、茶色の朝（モミュス）、つづきゆく物語（CUD）
2004年
コリオレイナス（劇団昴）、チェーホフ的気分（劇団昴）、世紀末のカーニバル（地人会）、シルバニア・ファミリー・ミュージカル（エポック社&劇団子ぐま座）、川べりの部屋（モミュス）
2003年
夏の夜の夢（埼玉芸術高校）、花嫁付添人の秘密（昴P.Box）、オンディーヌを求めて（昴P.Box）、ナイチンゲールではなく（劇団昴）、ツインルーム、灯台（モミュス）
2002年
フィリップの理由（劇団昴P.Box）、ラミュジカ（モミュス）、転落（劇団昴）、お月さまのジャン（地人会）、幸福な王子（CUD）
2001年
ぱんだつき（青年座スタジオ公演）
2000年
かの子かんのん（劇団民藝）